# Lexikon der Politischen Strafprozesse
Das Lexikon der Politischen Strafprozesse ist ein freizugängliches, dynamisch wachsendes, deutschsprachiges Onlinelexikon, gegründet von Kurt Groenewold. Herausgegeben wird es von Kurt Groenewold, Alexander Ignor und Arnd Koch.
Aufgabe und Zweck des Lexikons ist es, politische Strafprozesse in ihrem gesellschaftlichen und zeitgeschichtlichen Umfeld darzustellen, um die Kenntnisse über die Grundlagen justiziellen Handelns zu verbreiten und im öffentlichen Bewusstsein zu vertiefen.
Das Lexikon versammelt politische Strafprozesse aus der ganzen Welt, wobei auch Tätigkeit und Wirken der Internationalen Gerichtshöfe wie z. B. des Internationalen Strafgerichtshofes berücksichtigt werden. Der Beobachtungszeitraum erstreckt sich von Beginn der Neuzeit bis in die Gegenwart.
Besonderes Gewicht liegt auf der Darstellung der Rolle und Gestaltung der Verteidigung sowie auf der Würdigung des jeweiligen Prozesses und seiner Wirkung.
Die Beiträge haben einen einheitlichen Aufbau: Prozessgeschichte und Prozessbedeutung, lebensgeschichtliche Daten, zeitgeschichtliche Einordnung, Anklage, Verteidigung und Konzept der Verteidigung, Urteil, Würdigung, Quellen und Literatur. Es ist alphabetisch nach Angeklagten geordnet. Die Prozesse sind verschlagwortet, auch eine Volltextsuche ist möglich.
Einerseits beschreitet das Lexikon damit den traditionellen Weg, geschichtliche Vorgänge darzustellen. Andererseits ermöglicht es einen Blick auf Strukturen und Mechanismen von Strafprozessen allgemein, auf die wechselseitigen Beeinflussungen von Politik und Justiz und auf das Menschenbild, das dahintersteht.
Das Lexikon richtet sich an Juristen, Historiker, Journalisten, Hochschullehrer und Studenten aller Fachrichtungen.